# Замок Пуболь
Замок Пу́боль или Замок Га́ла́-Дали́ (исп. Castillo de Púbol или Castillo Gala-Dalí, кат. Castell de Púbol или Castell Gala-Dalí) — замок XI века, расположенный в деревне Пуболь, в комарке Баш-Эмпорда провинции Жирона (Каталония, Испания). В средние века — центр баронии Пуболь, в 70-е годы XX века — резиденция испанского живописца Сальвадора Дали, в 1982 году получившего титул маркиза де Пуболь, и его жены Галы.

## Архитектура

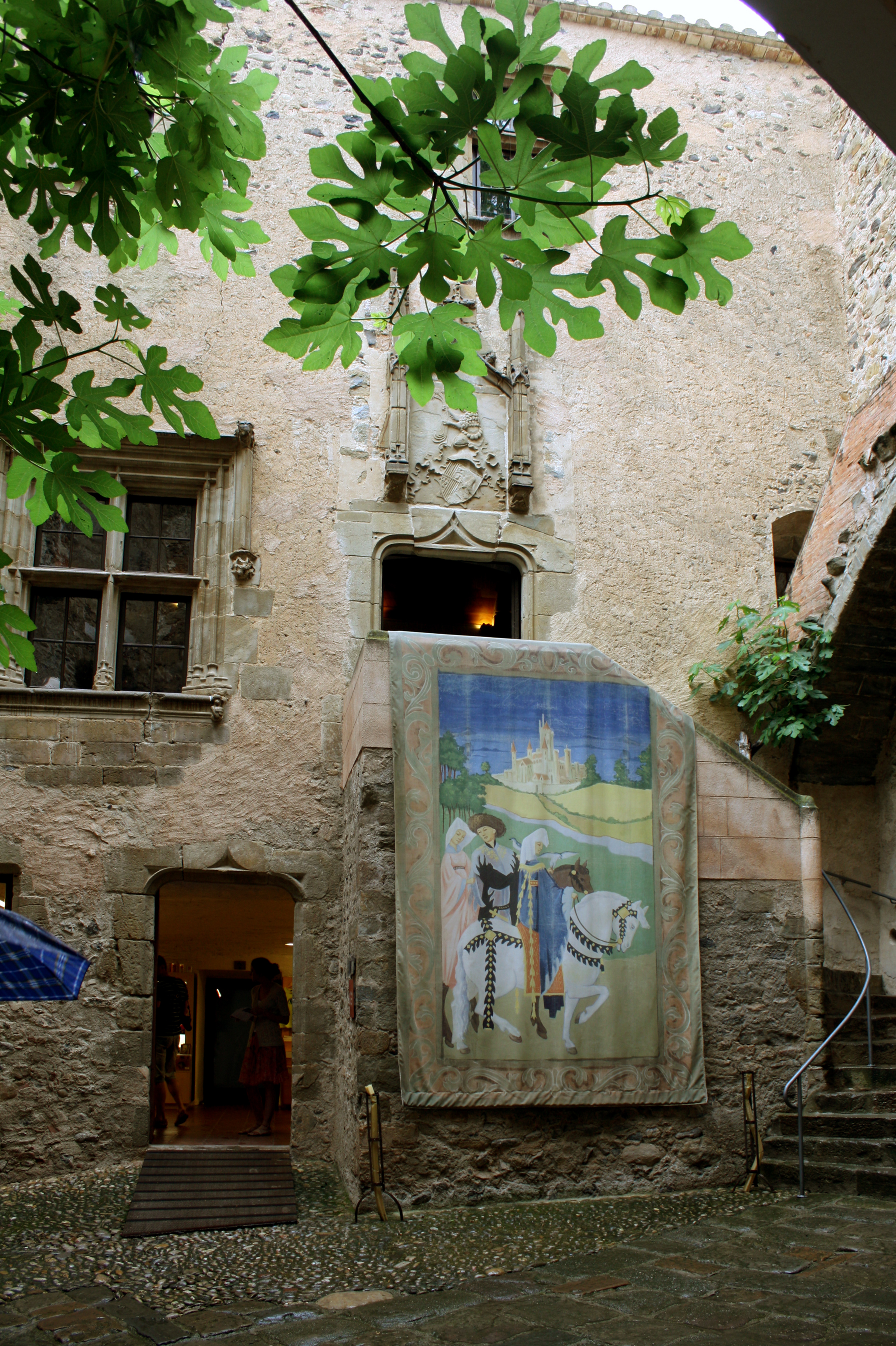
Внутренний двор замка Пуболь

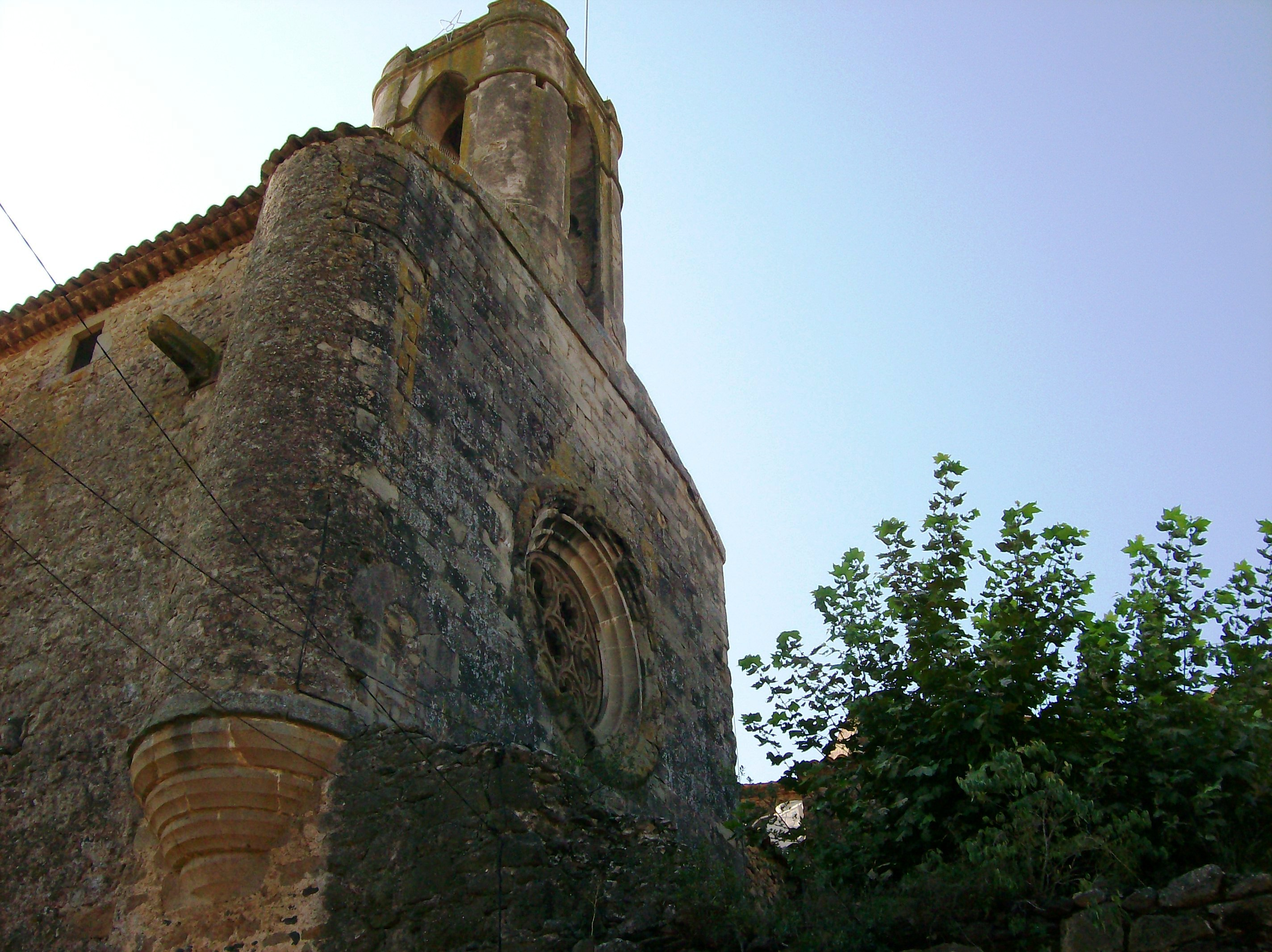
Церковь Св. Петра Пубольского

Замок Пуболь расположен в самой возвышенной части центральной области муниципалитета Ла-Пера.
Архитектурный ансамбль замка Пуболь составляют: укреплённая усадьба-дворец, окруженная обнесенным стеной садом, действующая приходская церковь Св. Петра Пубольского (кат. L'església de Sant Pere de Púbol) и пристройки, известные как «Десятина». Вокруг тесно расположены деревенские дома, защищенные остатками крепостной стены.
Основные характерные черты своего нынешнего облика — три этажа и расположение основных сооружений тремя крыльями вокруг узкого и высокого внутреннего двора (патио) — замок приобрел в период расцвета баронии Пуболь, во второй половине XIV и начале XV веков.
Внутренний двор сохранил бо́льшую часть оригинальных элементов эпохи готики и Возрождения. Самым значительным из них является главный фасад, примечательный полукруглой аркой въездных ворот, выполненной из крупных клинчатых камней, и оригинальными готическими окнами первого этажа. В различных помещениях замка расположены другие архитектурные элементы, представляющие большой интерес, такие как готические окна и окна эпохи Возрождения, рельефы и порталы, украшенные эмблемами.
Церковь Св. Петра Пубольского, с одним нефом и колокольней, выполненная в готическом стиле, построена между 1327 и 1341 годами, но неоднократно достраивалась. Так, одна из двух капелл, посвящённая Деве Марии, украшена скульптурами в XV веке, а другая — в 1631 году. В XVII веке был добавлен хор, а в XVIII веке ризница. В центре церковного фасада расположены портал и позднеготическая роза. До 1936 года в церкви находилась алтарная картина Св. Петра Пубольского работы каталонского живописца Берната Мартореля, созданная приблизительно в 1437 году, однако в настоящее время она находится в Музее Искусств в Жироне. Помимо Св. Петра и прочих персонажей на алтарной картине изображены одни из владельцев замка Пуболь — Бернат де Корбера (кат. Bernat de Corbera), его жена Маргарида де Кампльонг (кат. Margarida de Campllong) и их сын Франсеск де Корбера и де Кампльонг (кат. Francesc de Corbera i de Campllong), ставший впоследствии отцом первой баронессы де Пуболь.

## История

### Средние века
Первое упоминание о замке Пуболь встречается в документе 1065 года, согласно которому владелец замка Гауфред Бастонс (кат. Gaufred Bastons) передает свои замки Пуболь и Сервия (кат. Castell de Cervià) во владение графам Барселоны.
В середине XIV века замок приобретает Арно де Льерс (кат. Arnau de Llers). Позднее замок принадлежит семье Сервия, а в 1370 году уже является собственностью Жиспера де Кампльонг (кат. Gisper de Campllong). 
Во второй половине XV века после смерти очередного владельца замка Франсеска де Корбера и де Кампльонг Пуболь переходит во владение его дочери Изабеллы де Корбера и Альберт (кат. Isabel de Corbera y Albert). Будучи замужем за Франсиско де Мунтаньянс-Орта (исп. Fransisco de Muntanyans-Horta) Изабелла получает титул баронессы Пуболь. Овдовев, Изабелла выходит замуж вторично за Беренге-Жуана де Рекесенс (исп. Berenguer-Juan de Requesens). Сын Изабеллы от второго брака, Франсеск де Рекесенс-Кампльонг (кат. Francesc de Requesens-Campllong), наследует её титул и становится первым бароном Пуболь.
Замок является собственностью семьи Рекесенс в течение длительного периода, до начала XVII столетия.
Позже замок попеременно принадлежит семьям Омс (кат. Oms), Тормо (кат. Tormo), Батлье и де Микел (кат. Batlle y de Miquel), а впоследствии маркизам де Блондель де л'Эстань (кат. de Blondel de l'Estany).

### Резиденция Сальвадора Дали
В 1969 году Сальвадор Дали обещает подарить своей жене Гале замок. После неудачных попыток приобрести замки Эмпорда́ и Фоша́ Дали, наконец, покупает замок Пуболь, находящийся на тот момент в весьма плачевном состоянии — с гигантскими трещинами, обрушившимимся перекрытиями и запущенным садом. Всё это придаёт замку романтический и таинственный вид, что Дали невероятно ценит и прилагает все усилия, чтобы сохранить этот эффект при проведении реставрации. Реставрационными работами руководит Эмиль Пиньо, специалист и друг Сальвадора Дали. Несущие конструкции замка укрепляют, но оставляют глубокую трещину на фасаде. По мнению Дали, это след времени достоин того, чтобы быть сохраненным. На месте обрушившихся частей здания устраивают высокие залы, которые эффектно контрастируют с другими, миниатюрными и камерными помещениями. Замок удается спасти, не исправляя и не маскируя бо́льшую долю разрушений.
Интерьер замка, основными элементами которого являются роспись на стенах, в том числе разнообразные обманки, создающие удивительные визуальные эффекты, барочные ткани, антиквариат, романтические символы и так далее, полностью создан самим Дали. В саду создают фигуры тонконогих слонов с восседающими на крупах воронами, и фонтан, который украшают бюсты композитора Вагнера из цветной керамики.

«Гала взяла меня за руку и вдруг сказала: «Еще раз спасибо тебе за всё. Я принимаю замок Пуболь, но при одном условии: без моего письменного приглашения ты здесь появляться не будешь». Это условие польстило моим мазохистским наклонностям и привело меня в полный восторг. Гала превратилась в неприступную крепость, какой и была всегда. Тесная близость и, особенно, фамильярность способны угасить любую страсть. Сдержанность чувств и расстояние, как показывает невротический ритуал рыцарской любви, страсть усиливают».
Оригинальный текст (каталан.)«Gala em va agafar la mà i de sobte em digué: «Gràcies un cop més. Accepto el castell de Púbol, però amb una sola condició: que només vindràs a visitar-me al castell per invitació escrita». Aquesta condició afalagà sobretot els meus sentiments masoquistes i m'entusiasmà, Gala esdevenia el castell inexpugnable que no havia deixat mai de ser. La intimitat i, sobretot, les familiaritats fan minvar totes les passions. El rigor sentimental i les distàncies, com ho demostra el cerimonial neuròtic de l'amor cortès, augmenten la passió.»
— Сальвадор Дали
Гала, проводившая в замке Пуболь летние месяцы в последние годы жизни, похоронена в крипте, построенной по поручению Дали в помещении «Десятины» незадолго до смерти Галы, последовавшей 10 июня 1982 года.
24 июня того же года король Испании Хуан Карлос I жалует Сальвадору Дали титул маркиза де Пуболь.
После смерти жены Дали уединенно живёт в замке Пуболь на протяжении двух лет, однако в 1984 году в замке происходит пожар, в результате которого Дали получает сильные ожоги и едва не погибает. После лечения в больнице Дали перебирается в Башню Галатея в своём Театре-музее в Фигерасе, где и живёт до конца своих дней.

## Дом-музей «Замок Гала-Дали»
Дом-музей «Замок Гала-Дали», открытый для посетителей с 1996 года, курируется Фондом Гала и Сальвадора Дали. Посещение музея возможно с 15 марта до 31 декабря.
В замке проведена тщательная реставрация и реконструкция мебели, экспонатов и разнообразных мелочей, поскольку за те годы, что помещения были закрыты, былое великолепие Пуболя потускнело. Реставрацией музея на правах владельца здания занималось Главное управление по вопросам охраны государственного наследия.
Значительные изменения в ходе реставрации претерпел чердак здания, на котором в настоящее время располагается постоянная выставка гардероба Галы. Нижний этаж замка отведён под магазин дома-музея, остальные помещения оставлены такими, какими они были при Сальвадоре и Гале.

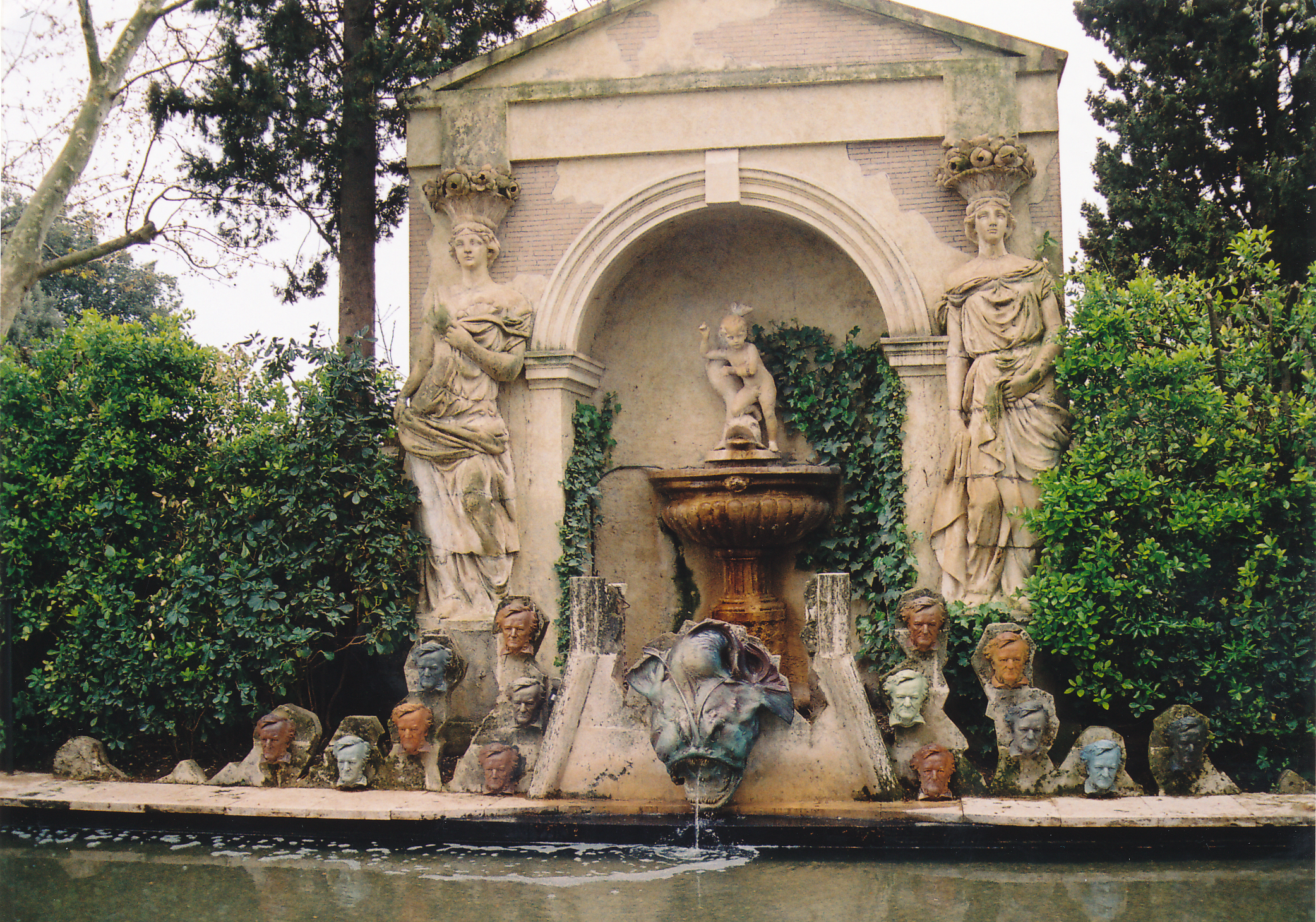
Фонтан замка Пуболь, украшенный бюстами композитора Вагнера
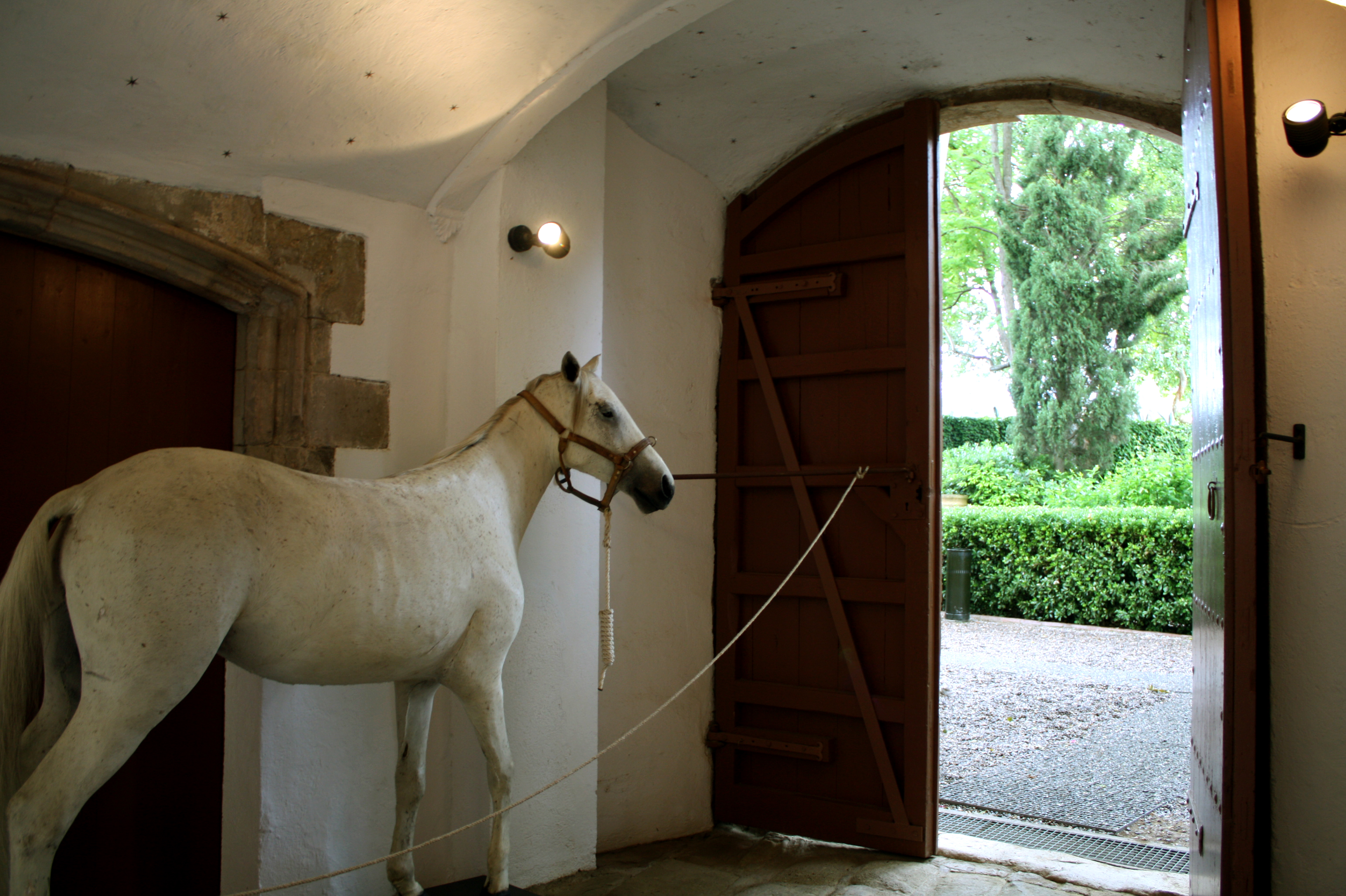
Чучело лошади в гараже замка Пуболь
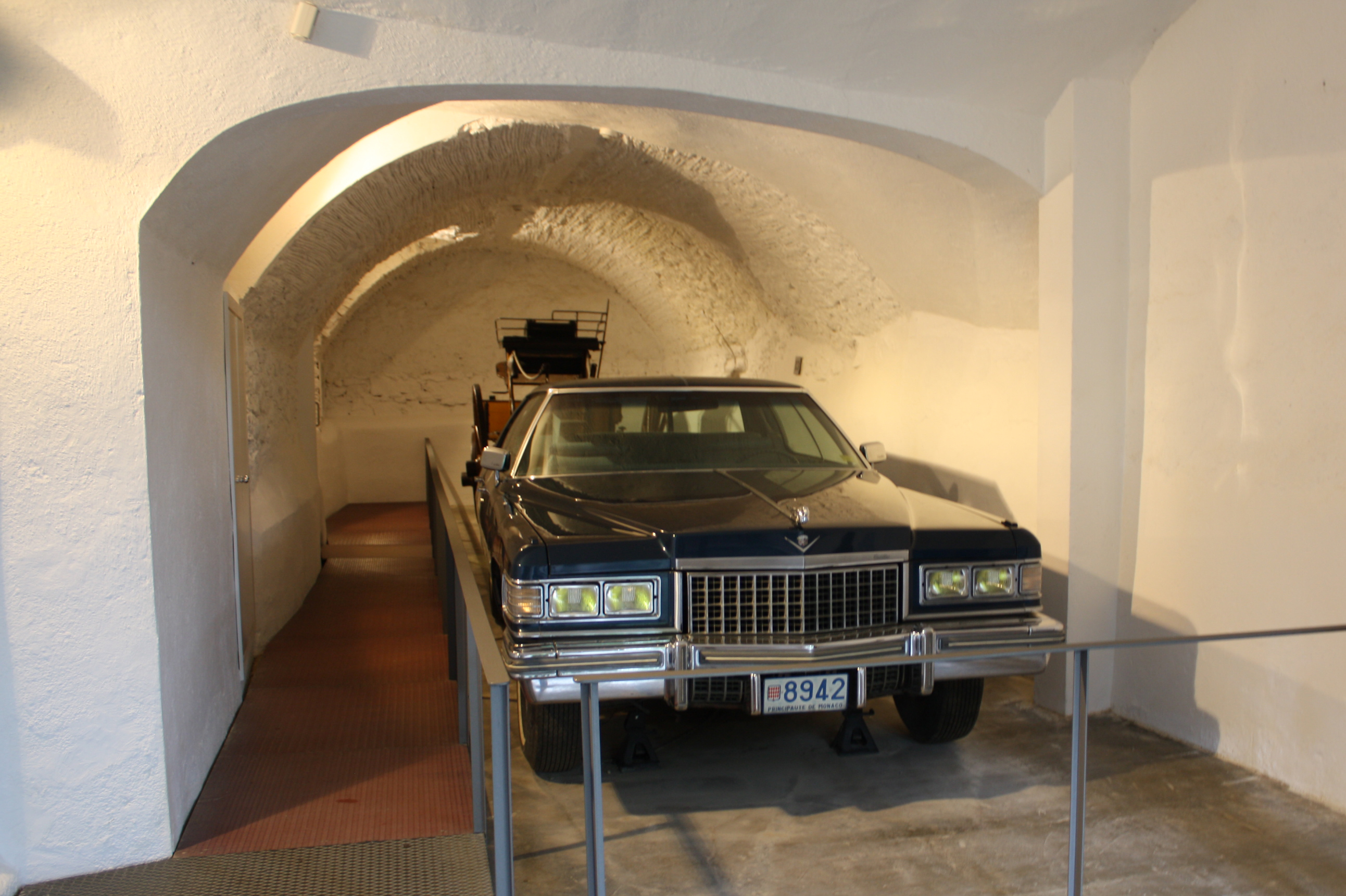
«Кадиллак» Сальвадора Дали в гараже замка Пуболь
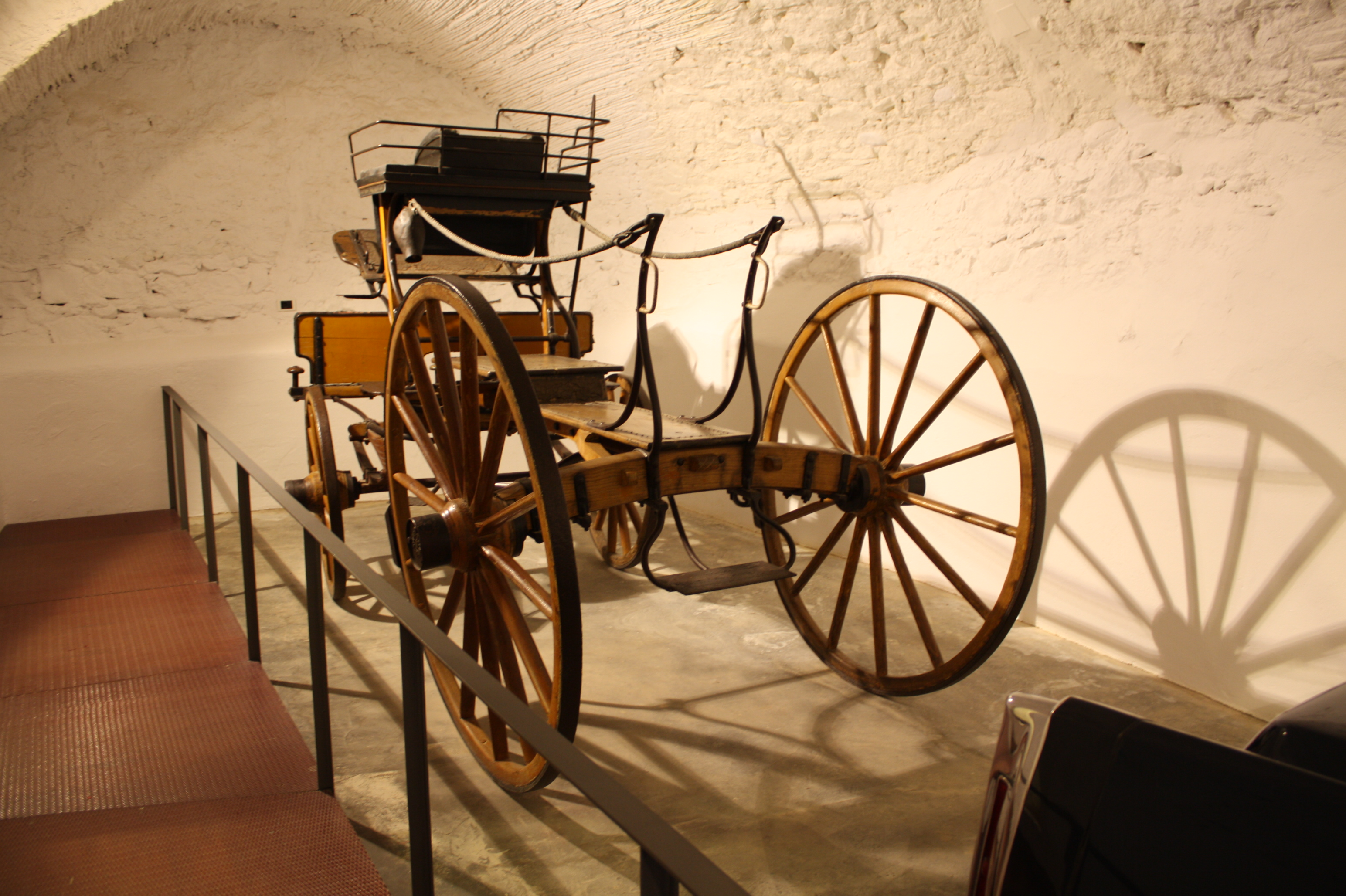
Экипаж, принадлежавший баронам Пуболь в гараже замка Пуболь
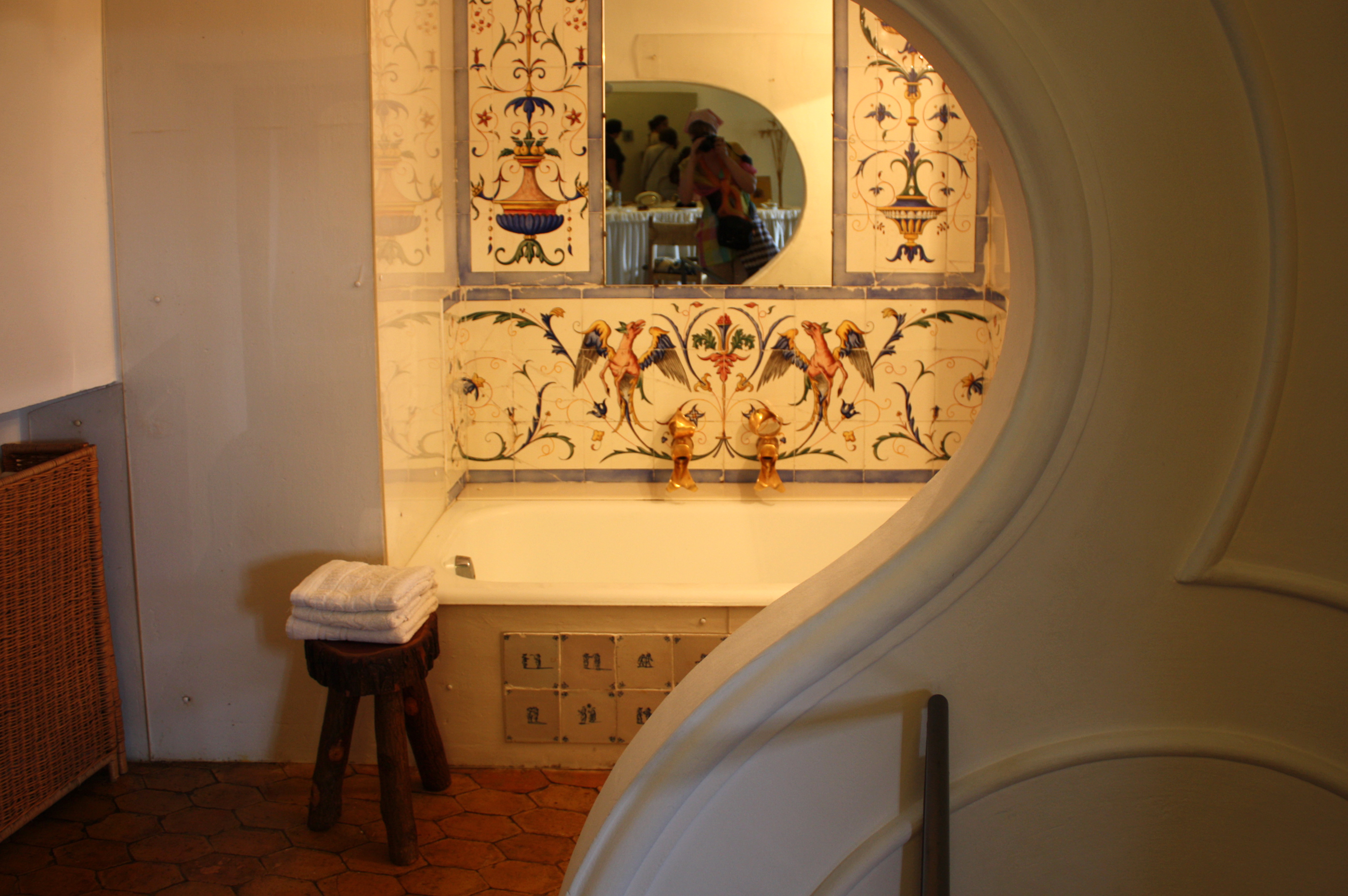
Ванная комната в замке Пуболь